# Canalul Parry
Canalul Parry este o cale maritimă naturală, relativ adâncă, prin Arhipelagul Arctic Canadian, în nordul Canadei. El face legătura între Marea Baffin și Marea Beaufort, separând Insulele Reginei Elizabeth de restul insulelor din arhipelag.
Canalul Parry se compune, de la est la vest, din strâmtoarea Lancaster, strâmtoarea Barrow, strâmtoarea Melville și strâmtoarea McClure.
Datorită faptului că strâmtoarea McClure este aproape în permanență acoperită de ghețuri, în general canalul Parry nu poate fi folosit pe întreaga sa lungime pentru navigația între estul și vestul Canadei, ca variantă a Pasajului de Nord-Vest.
Latura sa sudică este formată din insulele Bylot, Baffin, Somerset, Prince of Wales, Victoria și Banks, în timp ce pe latura nordică se află insulele Devon, Cornwallis, Bathurst, Melville și Prince Patrick.
Din punct de vedere geologic, canalul Parry reprezintă zona de separație între insulele formate din roci precambriene caracteristice Scutului Canadian, la sud și insulele formate din roci sedimentare, la nord.
Canalul poartă numele exploratorului britanic William Edward Parry (1790-1855)